# Hippopsis campaneri
Hippopsis campaneri es una especie de escarabajo longicornio del género Hippopsis, tribu Agapanthiini, subfamilia Lamiinae. Fue descrita científicamente por Martins y Galileo en 1998.

## Descripción
Mide 9,7 milímetros de longitud.

## Distribución
Se distribuye por Brasil.